# 美濱綠苑站
美濱綠苑站（日语：／ Mihama-ryokuen eki */?）是位於愛知縣知多郡美濱町奧田御茶錢，名古屋鐵道（名鐵）的知多新線車站。車站編號為KC21。

## 歷史
知多新線在1980年全線開通，在沿線附近設有名古屋鐵道建設的新市鎮美濱綠苑，在1987年開設了此站。在開業業初大部分普通列車均通過，只設有毎小時1班的急行列車停站（同時由於考慮方便乘客前往由名鐵興建的杉本美術館，在2000年上午往內海的特急會特別停車）。在現時時間表（2011年3月26日修正以後），包括特急之內所有列車均停站。
- 1987年（昭和62年）4月24日 車站啟用。當時已經為無人車站，並部分普通電車通過此站。
- 2007年（平成19年）7月14日 車站可以使用交通儲值卡「Trans Pass（日语：トランパス (交通プリペイドカード)）」。
- 2011年（平成23年）
  - 2月11日 - 車站可以使用「manaca」IC卡。
  - 3月26日 成為所有列車停車站。在日間的停車班次數目減少1班。
- 2012年（平成24年）2月29日 - 車站不可使用交通儲值卡「Trans Pass」。

## 車站構造
車站為一座地面車站，設有1面1線的單式月台。為知多新線唯一不可列車交會的車站。引入了車站集中管理系統的無人車站。月台位於東邊（內海方向的列車會開啟左邊車門），可容納6卡車廂，8卡編成的列車中，後尾2卡車廂的車門不會打開（選擇性車門操作）。車站設有は觸控面板類式自動售票機（可購買μ-Ticket）、自動售票機和自動補票機。車站出口只有樓梯，由於此站的使用量低，因此沒有進行無障礙工程，沒有設置斜道，輪椅使用者不可使用此站。
| 路線     | 上下行 | 方向                   |
| -------- | ------ | ---------------------- |
| 知多新線 | 下行   | 內海方向               |
| 知多新線 | 上行   | 太田川、名鐵名古屋方向 |

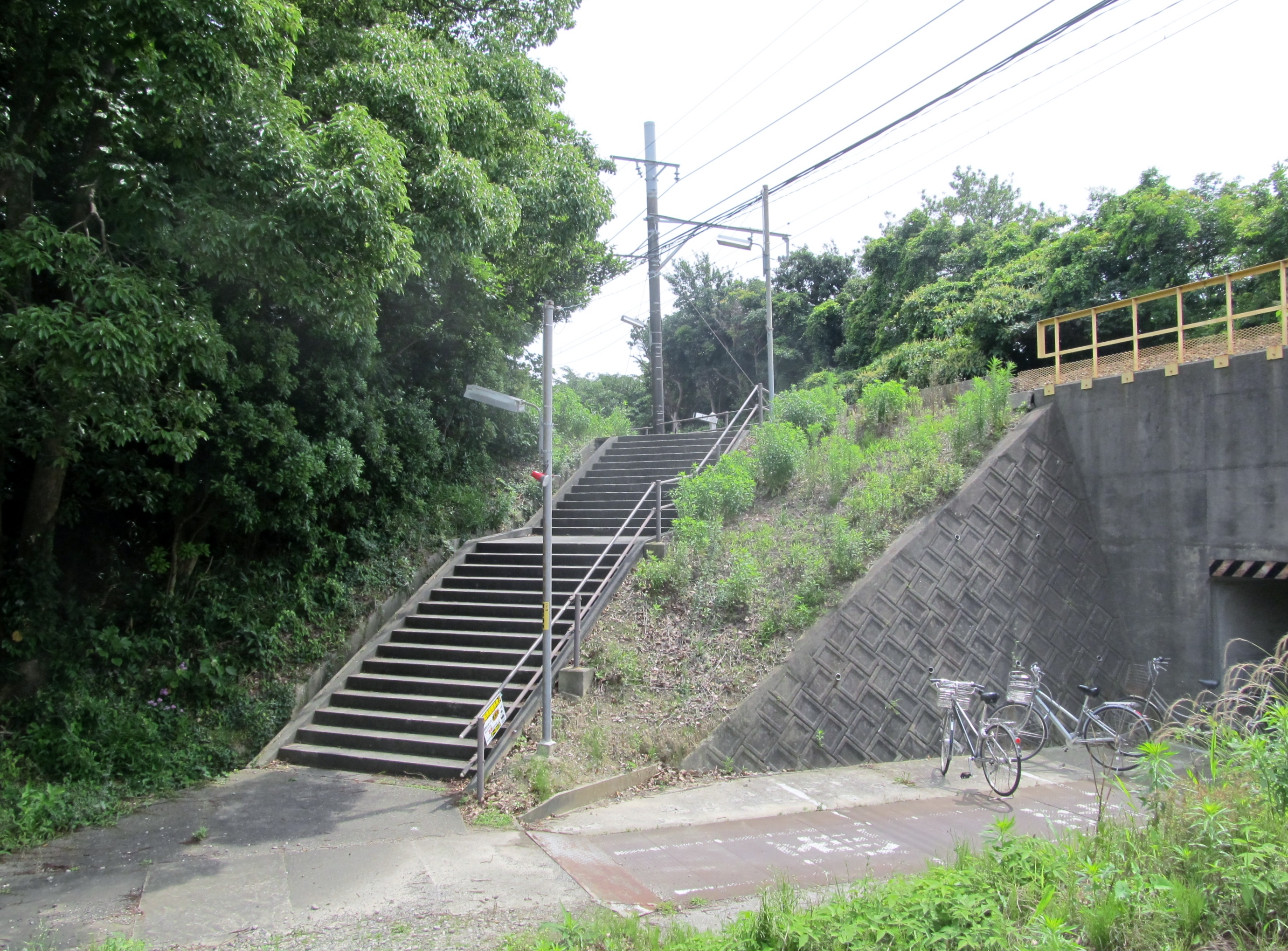
車站北邊的進站通道
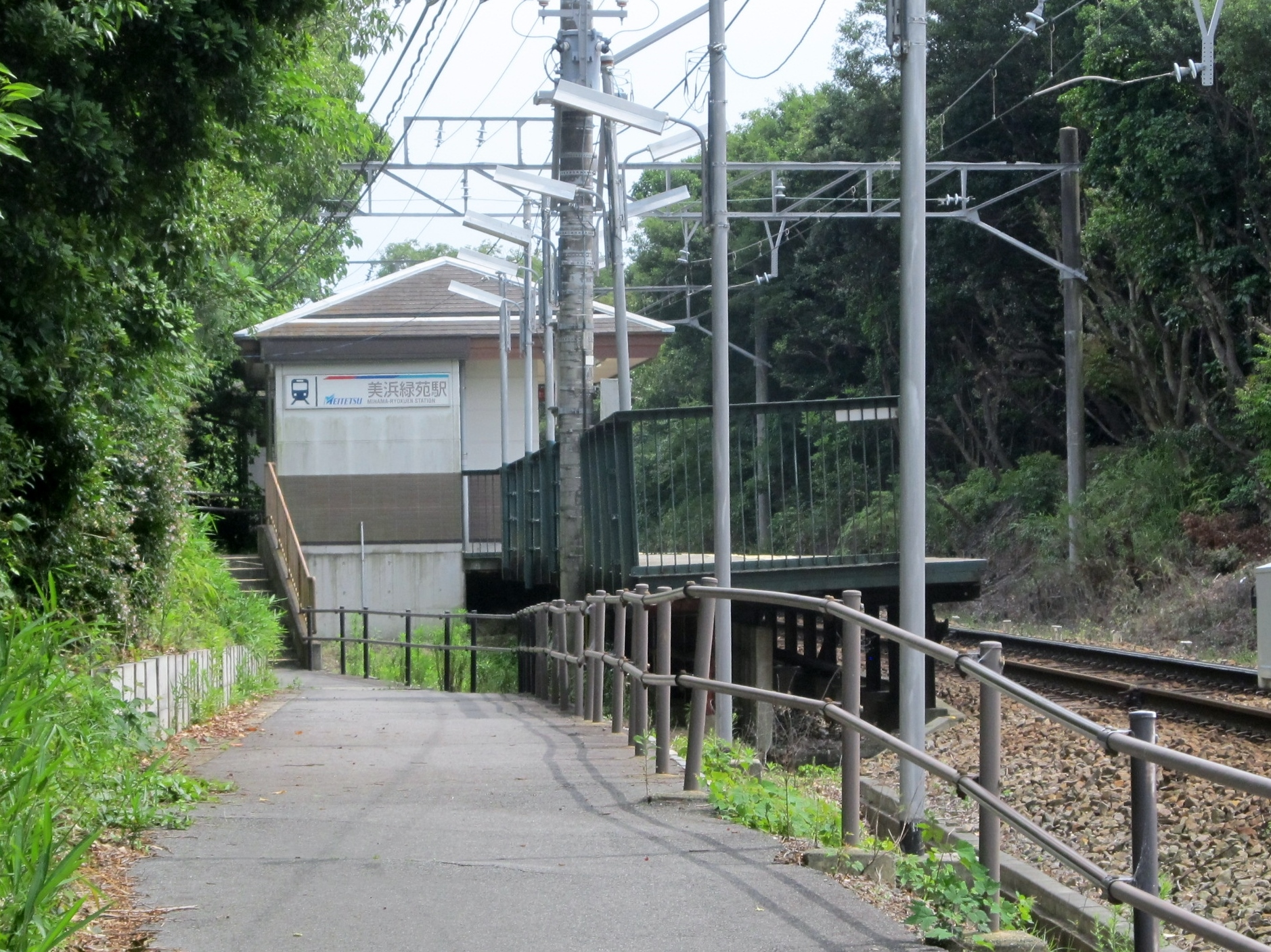
車站入口

### 配線圖
| ← 富貴方向      | 美濱綠苑站 站內配線略單 | → 內海方向 |
| 图例 参考文献： |                         |            |

## 車站周邊
車站在森林之中，附近除了美濱綠苑新市鎮（住宅區）外沒有其他住宅區。
- 杉本美術館（日语：杉本美術館）
- 美濱綠苑（由名鐵不動產建設的新市鎮）

## 使用狀況
- 在中提及在2013年度，當時1日平均上下車人次為526人，在名鐵所有車站（275站）排名第260，河和線、知多新線（24站）中排名最尾[5]。
- 在中提及在1992年度，當時1日平均上下車人次為231人，除岐阜市內線均一車費區間內各站（岐阜市內線、田神線、美濃町線徹明町站至琴塚站之間）外名鐵所有車站（342站）中排名第312，河和線、知多新線（26站）中排名第尾[6]。
- 在中提及，在2018年度1日平均乘車人次為223人[1]。

## 相鄰車站
名古屋鐵道
 知多新線
■特急、□快速急行、■急行、■普通
上野間（KC20）－美濱綠苑（KC21）－知多奧田（KC22）

## 外部連結
- 美濱綠苑 - 名古屋鐵道